# Плёцкау (графство)
Графство Плёцкау (нем. Grafschaft Plötzkau) — средневековое феодальное владение в составе Священной Римской империи.
Бург Плёцкау, административный центр графства, впервые упоминается в 1049 году.
Графы Плёцкау ведут своё происхождение от сеньоров фон Какелинген, чьи родовые владения находились западнее Штасфурта.
Первый, кто упоминается с титулом графа Плёцкау — Дитрих фон Какелинген, сын Бернхарда I фон Какелингена, графа в Харцгау, Дерлингау, Нордтюрингене и Бельсеме. В графстве Плёцкау ему наследовали сыновья Хельперих (ум. 1118, с 1112 года маркграф Северной марки), Конрад (погиб в бою в 1133 году, с 1130 года маркграф Северной марки), и Бернхард II (ум. 1147).
Бернхард II умер бездетным во время участия в крестовом походе. На его наследство претендовали герцог Саксонии Генрих Лев и маркграф Бранденбурга Альбрехт Медведь. Спор решился в октябре 1153 года при посредничестве императора Фридриха I Барбароссы: владения рода Плёцкау получил маркграф Альбрехт, а Генриху Льву достались выморочные земли Винценбургов.
Город Плёцкау с 1435 года принадлежал Анхальту и в 1603—1665 годах был столицей княжества Анхальт-Плёцкау (в 1665 году перешел к Ангальт-Кётену).